# Eru (Kwajalein)
Eru (auch: Ero, Erū-tō) ist eine Insel des Kwajalein-Atolls in der Ralik-Kette im ozeanischen Staat der Marshallinseln (RMI).

## Geographie
Das Motu liegt im südwestlichen Saum des Atolls zwischen Gegibu im Westen und Gurer im Osten. Zwischen Eru und Gegibu liegt eine namenlose Passage; zum Lagunen-Inneren liegt ein weiteres namenloses Motu.

## Klima
Das Klima ist tropisch heiß, wird jedoch von ständig wehenden Winden gemäßigt. Ebenso wie die anderen Orte der Kwajalein-Gruppe wird Eru gelegentlich von Zyklonen heimgesucht.